# Fabrizio Verallo
Fabrizio Verallo (Roma, 1560 – Roma, 17 novembre 1624) è stato un cardinale e vescovo cattolico italiano.

## Biografia
Era il  secondogenito di Matteo e di Giulia Monaldeschi della Cervara.
Era nipote del cardinale Girolamo Verallo.
Vescovo di San Severo dal 5 marzo 1606 e nunzio apostolico in Svizzera dal giugno 1606, papa Paolo V lo creò cardinale presbitero del titolo di Sant'Agostino nel concistoro del 24 novembre 1608.
Morì il 17 novembre 1624 all'età di 64 anni.

## Genealogia episcopale e successione apostolica
La genealogia episcopale è:
- Cardinale Guillaume d'Estouteville, O.S.B.Clun.
- Papa Sisto IV
- Papa Giulio II
- Cardinale Raffaele Sansone Riario
- Papa Leone X
- Papa Paolo III
- Cardinale Francesco Pisani
- Cardinale Alfonso Gesualdo di Conza
- Papa Clemente VIII
- Cardinale Roberto Bellarmino, S.I.
- Cardinale Fabrizio Verallo

La successione apostolica è:
- Vescovo Girolamo Giovannelli (1609)
- Vescovo Giovanni Battista Brivio (1610)
- Arcivescovo Mario Sassi (1612)
- Vescovo Pompeo Cornazzano, O.Cist. (1615)
- Vescovo Paolo Faraone (1619)
- Vescovo Gregorio Pedrocca, O.F.M. (1620)
- Arcivescovo Bernardino Piccoli (1622)